# Eerste amendement van de Grondwet van de Verenigde Staten
Amendement I van de Grondwet van de Verenigde Staten is een onderdeel van de Bill of Rights, dat op 15 december 1791 werd toegevoegd aan de constitutie. Het artikel verbiedt het Congres om wetten aan te nemen die een staatsgodsdienst creëren of één godsdienst boven een andere plaatsen, het recht op vrijheid van godsdienst te verbieden, de vrijheid van meningsuiting of de persvrijheid belemmeren of de vrijheid van vereniging hinderen.
Het amendement zelf legt deze beperkingen expliciet op aan de wetgevende macht, maar in de loop der jaren hebben verschillende rechtbanken bepaald dat de verboden ook gelden voor de uitvoerende en rechterlijke macht. Het Federale Hooggerechtshof besliste dat het Eerste Amendement onder de bepalingen van het veertiende amendement ook van toepassing is op de door deelstaten genomen beslissingen.

## Tekst
Congress shall make no law respecting an establishment of religion, or prohibiting the free exercise thereof; or abridging the freedom of speech, or of the press; or the right of the people peaceably to assemble, and to petition the Government for a redress of grievances.

Vertaling:

Het Congres zal geen wet aannemen die betrekking heeft op het vestigen van een godsdienst, of de vrije uitoefening daarvan verbiedt; of de vrijheid van meningsuiting of de persvrijheid beperkt; of het recht van het volk beperkt om vreedzame bijeenkomsten te beleggen, en verzoeken tot de regering te richten om vergoeding van grieven.

## Gerelateerd onderwerp
- Abrams v. Verenigde Staten